# Leucolepisma arenaria
Leucolepisma arenaria är en insektsart som beskrevs av Wall 1954. Leucolepisma arenaria ingår i släktet Leucolepisma och familjen silverborstsvansar. Inga underarter finns listade i Catalogue of Life.